# 邓贤 (明朝宦官)
邓贤（1453年—1512年），字彦良，广东肇庆府阳江县人，弘治時御马监太监。

## 生平
景泰四年，出生。
成化二年，进入内廷。
成化十年，赐牙牌。
成化十四年，赐帽。
成化十九年，升兵仗局右副使。
成化二十一年，升佥押管事。
弘治二年，升御马监左少监。
弘治三年，升御马监太监。
弘治四年，赐蟒衣。
弘治八年，赐玉带。
弘治十七年，转惜薪司佥押管事。
正德五年，为神宫监司香。
正德七年，去世。

## 墓志铭
明故神宫监太监邓公墓志铭： 
文华殿旧直征仕郎、中书舍人、前乡贡进士、滇南杨缵撰。 
征仕郎、中书舍人、直内阁、合肥马涉书。 
征仕郎、中书舍人、直内阁、上虞陈瓒篆。 
公讳贤，字彦良，其先广东肇庆府阳江县人，上世谱系远逸莫可考见。公生幼而聪敏，立志超卓。自成化丙戌进内庭，甲午赐牙牌，戊戌赐帽，癸卯升兵仗局右副使，乙巳升左本监佥押管事，弘治己酉转御马监，升左少监，明年升太监，又明年赐蟒衣，乙卯赐玉带，恩数稠垒，赏赉甚厚，而公操存愈谨。己未许内府乘马，以便出入。甲子转惜薪司佥押管事，正德庚午移陵神宫监司香。公自妙龄简入禁掖，历事三朝，始终一致。越壬申二月十二日，偶获一疾，卒。距其生景泰癸酉四月廿七日，得寿六十。讣闻于上，遣内官监段公祥董治丧仪，择卒之岁是月廿一日，公之犹子曰和軰，具服累然扶棺，葬于京城西宛平境翠微山之原。公之为人厚重，勤敏温纯笃实，虽祁寒酷暑，未尝竟日亵服，温言煦色，人亦乐亲之。是其生不徒荣，其没不可使泯，而不白于世也。 
复系铭曰：广山维崇，公秀所生。自入内禁，宠遇日隆。蟒衣玉带，特赐华躬。既宠既贵，不侈不矜。行藏古拙，节俭平生。翠微之原，风气攸钟。我铭藏幽，百千万春。 